# Henri Pélissier
Henri Pélissier (Paris, 22 de janeiro de 1889 – Dampierre-en-Yvelines, 1 de maio de 1935) foi um ciclista francês, campeão do Tour de France de 1923 e vencedor de seis monumentos. Além de por seus 29 vitórias durante sua corrida, foi conhecido pela sua longa disputa com o fundador do Tour de France, Henri Desgrange, bem como por seus protestos pelas duras condições que tinham que suportar os corredores durante os primeiros anos da corrida. O seus 3 irmãos também foram ciclistas profissionais, Jean, Francis e Charles.

## Biografia
Pélissier tinha mais três irmãos, os quais, ao igual que ele, também chegaram a ser ciclistas profissionais. Henri Pélissier começou a correr como profissional em 1911 e acumulou importantes vitórias antes da Primeira Guerra Mundial, incluindo a Milão-Sanremo em 1912, e também três etapas do Tour de France de 1914.
Após a Grande Guerra retomou a competição, ganhando a Paris-Roubaix e a Bordéus-Paris em 1919 e inscrevendo-se no Tour de France durante os cinco anos seguintes. Dantes da Paris-Roubaix de 1921, Henri e seu irmão Francis exigiram a seu patrocinador uma retribuição maior que a miséria que habitualmente recebiam os corredores. A sua petição foi recusada e elegeram inscrever na corrida como corredores independentes, sem o financiamento de uma equipa. Desgrange prometeu que nunca voltariam a aparecer na capa de seu periódico l'Auto, só para se comer suas palavras quando Henri fora o campeão. Depois de outra disputa a princípios de 1923, Desgrange escreveu "Pélissier nunca ganhará o Tour. Não sabe sofrer". Pélissier ganhou então o Tour desse ano. Ao seguinte, retirou-se do Tour por uma sanção que considerou injustificada. Numa entrevista voltou a protestar pelas condições do Tour, dizendo "tratam-nos como bestas num circo". O repórter, Albert Londres acuñó o termo "esforçados da rota", que tem sido aplicado aos ciclistas desde então.
Pélissier era famoso por ser controvertido e temperamental, incitando com frequência a colegas de equipa e outros ciclistas do pelotão. Após sua retirada em 1928 sua personalidade combativa conduziu a sua vida a uma rápida deterioração. Em 1933 sua esposa Léonie desesperou-se fruto de sua convivência com ele e se suicidou se disparando. Dois anos depois, sua nova colega, Camille Tharault, matou a Pélissier com a mesma arma após que a acuchillara durante uma discussão.

## Palmarés
| - 1911 - Giro de Lombardia - Milano-Torino - 1912 - Milão-Sanremo - 2 etapas da Volta à Bélgica - 1913 - Giro de Lombardia - 1 etapa do Tour de France - 1914 - 2.º no Tour de France, mais 3 etapas - 1919 - Paris-Roubaix - Bordéus-Paris - 1 etapa do Tour de France - Campeonato da França de Ciclismo em Estrada | - 1920 - Giro de Lombardia - Paris-Bruxelas - 2 etapas do Tour de France - 2.º no Campeonato da França de Ciclismo em Estrada - 1921 - Paris-Roubaix - 2.º no Campeonato da França de Ciclismo em Estrada - 1922 - Paris-Tours - 1923 - Tour de France , mais 3 etapas - 3.º no Campeonato da França de Ciclismo em Estrada - 1924 - 1 etapa da Volta ao País Basco - 2.º no Campeonato da França de Ciclismo em Estrada |

## Resultados

### Grandes Voltas
Durante a sua carreira desportiva tem conseguido os seguintes postos nas Grandes Voltas:
| Corrida         | 1910 | 1911 | 1912 | 1913 | 1914 | 1915 | 1916 | 1917 | 1918 | 1919 | 1920 | 1921 | 1922 | 1923 | 1924 | 1925 | 1926 | 1927 | 1928 |
| --------------- | ---- | ---- | ---- | ---- | ---- | ---- | ---- | ---- | ---- | ---- | ---- | ---- | ---- | ---- | ---- | ---- | ---- | ---- | ---- |
| Giro d'Italia   | -    | -    | -    | -    | -    | X    | X    | X    | X    | -    | -    | -    | -    | -    | -    | -    | -    | -    | -    |
| Tour de France  | -    | -    | Ab.  | Ab.  | 2.º  | X    | X    | X    | X    | Ab.  | Ab.  | -    | -    | 1.º  | Ab.  | Ab.  | -    | -    | -    |
| Volta a Espanha | X    | X    | X    | X    | X    | X    | X    | X    | X    | X    | X    | X    | X    | X    | X    | X    | X    | X    | X    |

### Clássicas, Campeonatos
| Corrida           | Corrida           | 1911 | 1912 | 1913 | 1914 | — | 1917 | — | 1919 | 1920 | 1921 | 1922 | 1923 | 1924 | 1925 | 1926 |
| ----------------- | ----------------- | ---- | ---- | ---- | ---- | - | ---- | - | ---- | ---- | ---- | ---- | ---- | ---- | ---- | ---- |
|                   | Milão-Sanremo     | —    | 1.º  | —    | —    | — | —    | — | —    | 2.º  | 6.º  | —    | —    | —    | —    | —    |
|                   | Volta à Flandres  | —    | —    | —    | —    | — | —    | — | —    | —    | —    | 4.º  | —    | —    | —    | —    |
|                   | Paris-Roubaix     | —    | —    | —    | —    | — | —    | — | 1.º  | —    | 1.º  | 10.º | 7.º  | 5.º  | 7.º  | 6.º  |
| Milano-Torino     | Milano-Torino     | 1.º  | —    | —    | —    | — | —    | — | —    | —    | —    | —    | —    | —    | —    | —    |
| Paris-Bruxelas    | Paris-Bruxelas    | 12.º | —    | —    | —    | — | —    | — | —    | 1.º  | —    | —    | —    | —    | —    | —    |
| Paris-Tours       | Paris-Tours       | —    | 10.º | 10.º | —    | — | —    | — | 6.º  | —    | —    | 1.º  | —    | —    | —    | —    |
|                   | Giro de Lombardia | 1.º  | —    | 1.º  | —    | — | 2.º  | — | —    | 1.º  | 5.º  | —    | —    | —    | —    | —    |
| França em Estrada | França em Estrada | 5.º  | —    | —    | 5.º  | — | —    | — | 1.º  | 2.º  | 2.º  | 7.º  | 3.º  | 2.º  | 4.º  | —    |